# Да Силва, Вальтер
Вальтер Да Силва (порт. Walter da Silva, род. 5 сентября 1985, Бенгела) — ангольский шоссейный велогонщик.

## Карьера
Вальтер да Силва в детстве сначала занимался лёгкой атлетикой, боевыми искусствами, футболом, гандболом и бодибилдингом. Впервые прокатился на велосипеде в 17 лет и начал кататься на нём с группой друзей.
В 2006 году стал чемпионом Анголы в групповой гонке. В последующие годы несколько раз становился призёром чемпионата Анголы в групповой и индивидуальной гонках.
Участник Африканских игр и чемпионата Африки. Принял участие на таких гонках как Тур дю Фасо и Волта Алгарви.

## Достижения
2006
 Чемпион Анголы — групповая гонка
2-й на Чемпионат Анголы — индивидуальная гонка
2010
Пролог и 1-й этап на Вольта ду Какау
2011
2-й на Чемпионат Анголы — индивидуальная гонка
2-й на Чемпионат Анголы — групповая гонка
2012
Чемпион провинции Луанды — командная гонка
2-й на Чемпионат Анголы — групповая гонка
Вольта ду Какау
3-й в генеральной классификации
4-й этапы
2013
Чемпион провинции Луанды — групповая гонка
Grand Prix Benfica de Luanda
1-й в генеральной классификации
1-й и 2-й этапы
2-й на Чемпионат Анголы — индивидуальная гонка
2-й на Чемпионат Анголы — групповая гонка
2014
1-й этап на Grand Prix de la ville de Luanda
2-й этап на Вольта ду Какау
2-й на Чемпионат Анголы — индивидуальная гонка
2-й на Чемпионат Анголы — групповая гонка
2015
Пролог и 4-й этап на Вольта ду Какау

## Рейтинги
| Год                 | 2011 |
| ------------------- | ---- |
| Африканский тур UCI | 46-й |
|                     |      |
| Источник: UCI       |      |